# Navalosa (kommunhuvudort)
Navalosa är en kommunhuvudort i Spanien.   Den ligger i provinsen Provincia de Ávila och regionen Kastilien och Leon, i den centrala delen av landet, 100 km väster om huvudstaden Madrid. Navalosa ligger 1 321 meter över havet och antalet invånare är 405.
Terrängen runt Navalosa är kuperad. Runt Navalosa är det glesbefolkat, med 8 invånare per kvadratkilometer. Närmaste större samhälle är Pedro Bernardo, 17,8 km söder om Navalosa. 